# Ana Lilian de la Macorra
Ana Lilian de la Macorra Apellániz n. 27 noiembrie 1957, México este o producătoare și fostă actriță mexicană, care a lucrat la programele El Chavo del Ocho, El Chapulín Colorado și Chespirito; între 1975-1980, obținând rolul permanent al lui Paty în 1978 în El Chavo del Ocho.

## Primii ani și cariera la Televisa
Ana Lilian s-a născut la 27 noiembrie 1957 în Mexico City, DF. De când era copilă, îi plăceau animalele, cărțile și muzica. Pe lângă faptul că este foarte curios și începe să intre în probleme mai profunde cu oamenii.
În adolescență, a lucrat ca asistentă medicală, recepționistă și secretară.
Ana Lilian a început să lucreze ca asistentă de producție la Televisa după ce și-a pierdut slujba în timp ce studia la universitate, iar mai târziu a devenit redactor la programele El Chavo del Ocho și El Chapulín Colorado. În 1978, Chespirito a scris trei capitole cu două personaje suplimentare, care erau Tía Gloria și nepoata ei Paty. Au venit multe actrițe, iar Ana Lilian s-a ocupat de distribuirea lor. Dar, deoarece niciuna dintre ele nu a reușit să arate ca o fată, Chespirito i-a oferit rolul de Paty, dată fiind frumusețea și chipul ei de fată, pe lângă asemănarea cu actrița Regina Torné, care a jucat rolul mătușii Gloria.
Astfel, Ana Lilian a devenit a treia Paty și a apărut în cele trei capitole din El Chavo del Ocho "Las Nuevas Vecinas" în 1978. Datorită succesului ei, aparițiile sale au cuprins un total de douăzeci și cinci de episoade între 1978 și 1979, ceea ce a făcut-o Paty cea mai amintită de fani. Aceste apariții au fost în principal la școală, deși a fost văzut și în cartier și la Fonda de Doña Florinda.
În plus, a participat la două melodii în El Chavo del Ocho: piesa „Eso, eso, eso” din capitolul 1979 „El Día de San Valentín Partea 1” și „Cri Crí”, care apare la sfârșitul capitolului „El Ziua Copilului ”, tot din 1979.
Ea a făcut ultima apariție la sfârșitul anului 1979 în episodul „Visând la restaurant”, deoarece nu era și nu dorea să fie actriță. A decis să se îndepărteze de camere și să continue să lucreze în producție până în 1980, pentru a putea studia psihologia în Statele Unite și pentru nașterea primului său copil în 1981.
Ana Lilian descrie că este prietenă cu Luis Felipe Macias, din moment ce el i-a oferit postul de asistent de producție la Televisa și cu Paco Peña, care a descris că este un prieten apropiat. Ea spune că atmosfera din cadrul programului a fost foarte „îngrijită și respectuoasă”. De asemenea, a fost prietenă cu Edgar Vivar și s-au întâlnit din nou mai mult de treizeci și cinci de ani mai târziu, în 2015, datorită unui program brazilian.